# 杰克逊县 (堪萨斯州)
杰克逊县（英語：Jackson County，简称JA）位于美国堪萨斯州，根据2020年人口普查的结果，该县共有13,232人。该县的县治及最大城市皆为霍尔顿。该县原名为卡尔霍恩县，是为了纪念南卡罗莱纳州蓄奴派联邦参议员约翰·C·卡尔霍恩。不过后于1859年更名为杰克逊县，以纪念安德鲁·杰克逊总统。草原带波塔瓦托米印第安人保留区临近该县中心地带，约占该县总面积的18.5%。